# Pioneer Park (Aspen)
Pioneer Park, también conocido como Henry Webber House o Webber-Paepcke House, se encuentra en West Bleeker Street en Aspen, Colorado, Estados Unidos. 

## Origen
Es una estructura de ladrillo erigida en la década de 1880, una de las pocas casas de este tipo en la ciudad. En 1987 fue incluido en el Registro Nacional de Lugares Históricos.
Henry Webber, su constructor, era un comerciante de zapatos que se enriqueció con sus inversiones mineras durante el crecimiento original de Aspen durante el Colorado Silver Boom. Se dice que la casa está encantada por el fantasma de su esposa Harriet, quien murió en circunstancias controvertidas. Es la única casa intacta del estilo arquitectónico del Segundo Imperio en la ciudad, particularmente en el interior. En un momento fue propiedad de Walter Paepcke, el hombre de negocios de Chicago que lideró el renacimiento de Aspen a mediados del siglo XX como una estación de esquí.
Mientras Paepcke era dueño de la casa, invitó a Albert Schweitzer a Aspen para dar el discurso de apertura en un festival que organizó para conmemorar el bicentenario de Johann Wolfgang von Goethe. Fue la única visita de Schweitzer a los Estados Unidos, y se quedó en la cochera en la parte trasera de la propiedad. Hoy ese edificio, un recurso que contribuye a la lista del Registro, se conoce como Schweitzer Cottage. La casa sigue siendo una residencia privada. 

## Edificio y terrenos
La casa está ubicada en el lado norte de West Bleeker entre las calles North Third y North Fourth en el residencial West End de Aspen. Main Street (State Highway 82) está a una cuadra al sur y las áreas comerciales del centro de la ciudad a varias cuadras al este. El terreno es plano, con la montaña Aspen elevándose abrupta y abruptamente dos cuadras al sur.
El lote ocupa toda la mitad sur de la cuadra debajo del callejón a medio camino entre este y West Hallam Street al norte. Su sección este es un área ajardinada con álamos maduros y pasarelas curvas. La casa en sí se encuentra en la parte occidental de la propiedad, cerca del medio de la fachada. 

### Exterior
Es una estructura de ladrillo de una sola y-a-media-historia, tres tramos por dos, rematado por una cubierta de tejas mansarda. Detrás del bloque principal hay una adición trasera más pequeña. Una larga sección rectangular se proyecta hacia el oeste desde la adición posterior, colocando la casa al norte y al este de su piscina. A lo largo del frente hay una valla de hierro original y una línea de árboles altos, maduros, mixtos, de hoja perenne y de hoja caduca. 
La fachada sur (frontal) tiene dos vanos poligonales salientes con ventanas de guillotina y doble guillotina, flanqueando la entrada principal, puertas dobles de madera a las que se accede por escalones bajos y anchos de ladrillo semicircular. "Pioneer Park" está escrito en el espejo de popa de vidrio. Encima hay una hilera de ladrillos que conecta todos los arcos de ladrillo sobre las ventanas y el travesaño; se complementa con otro curso en la base. 
Por encima de la cornisa con corchetes, el techo se ensancha ligeramente, creando aleros colgantes. Tres ventanas de buhardilla con frontón y una hoja de dos hojas uno sobre uno perforan la cara empinada del techo abuhardillado en el piso superior; el central también se encuentra en un trapezoide saliente. Sobre las ventanas, el techo casi plano se eleva en el centro. En los lados este y oeste, la fenestración consta de tres ventanas estrechas en los lados con una ventana más ancha en el centro, todas con la misma hoja de guillotina doble uno sobre uno que las ventanas delanteras. Solo hay dos buhardillas en esas caras. En la parte trasera hay un ala de cocina de dos pisos con un entramado en el lado oeste. 

### Interior
Amplios escalones de ladrillo semicirculares se elevan a la entrada principal, que consta de puertas dobles con paneles y ventanas de vidrio grabado. Se abren a un interior que abunda en carpintería original de nogal negro. Se utiliza para puertas, marcos de puertas y ventanas, zócalos y escaleras. Inusualmente, incluso se usa arriba. 
Todas las habitaciones del primer piso tienen techos altos y las puertas casi les alcanzan. Al este se encuentra el salón, cuyo techo tiene una amplia moldura y un medallón de yeso en el centro del que cuelga una lámpara de araña. En la pared hay una chimenea de mármol tallado. Enfrente hay una habitación que se usó como biblioteca o sala. Su chimenea tiene un marco de madera pintado. Los paneles tallados en su cara tienen un diseño abstracto; los soportes sostienen la repisa de la chimenea. 

### Dependencias
Hay varias dependencias. Un garaje se encuentra al lado de la casa. En la esquina noreste hay una casa de verano octogonal de madera. La cochera, la única dependencia que se considera que contribuye al carácter histórico de la propiedad, es similar en apariencia a la casa principal. Está ubicado en el oeste, frente a North Fourth Street en el callejón, con varias adiciones de ladrillos pequeños en ese lado. 

## Historia
Henry Webber llegó a Aspen con su esposa Harriet desde el este en 1880. Fue una de las 13 mujeres que pasaron ese invierno en lo que todavía era un campamento minero. En ese momento estaba comenzando a transformarse de una pequeña colección de cabañas de troncos a un asentamiento más permanente debido a las muchas vetas de plata que se extraían de las montañas circundantes. La pareja inició un negocio de venta y reparación de calzado y ropa. Los Webber también comenzaron a invertir en minas locales.
Ambos negocios tuvieron éxito, lo que los hizo ricos, pero Harriet Webber no pudo disfrutarlo. En 1881 murió de una sobredosis de estricnina, entonces disponible sin receta como tranquilizante. Sus últimas palabras, "Henry lo sabrá", llevaron a rumores de que su muerte fue un suicidio o un asesinato provocado por un rumoreado romance extramatrimonial entre él y su sobrina. Al final, se consideró accidental.
Webber se convirtió en tesorero de la ciudad en 1883. Se dice que el fantasma de Harriet ronda la casa que construyó dos años después. El nuevo éxito de Aspen fue la construcción de viviendas en una variedad de estilos victorianos en el West End de la ciudad. Webber, quien también construyó el edificio Elks en el centro de Aspen, usó el modo Segundo Imperio para su casa, no una opción común en ese momento en la ciudad. Es el único que permanece intacto en Aspen hoy, junto con su valla de hierro original a lo largo de la calle.

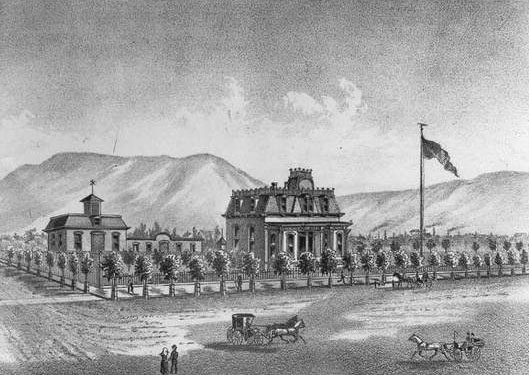
La propiedad hacia 1890

Más tarde, Webber cumplió un período como alcalde de Aspen, elegido a pesar de las revelaciones de que había abandonado a una esposa y una familia antes de casarse con Harriet. Poco después de ese momento, la Ley de Compra de Plata Sherman fue derogada y la economía de la ciudad comenzó a contraerse. Las décadas posteriores, cuando su población disminuyó de más de 10.000 a 500 en 1930, se denominan "los años tranquilos". Muchos edificios y casas de los años del boom fueron abandonados y sucumbieron al fuego y / o los efectos de los severos inviernos en las grandes alturas de las Montañas Rocosas. La casa de Pioneer Park sobrevivió porque después de la muerte de Webber en 1911, se convirtió en el hogar de los Prechtls, herreros locales.
En 1944 fue comprado por Walter Paepcke, un hombre de negocios de Chicago que, junto con su esposa Elizabeth, había visto el potencial que Aspen ofrecía para el desarrollo de una estación de esquí y financió el desarrollo inicial de la zona de esquí de Aspen Mountain. Los Paepckes también comenzaron sus esfuerzos para hacer de Aspen un centro cultural. Como resultado, son considerados los fundadores del moderno Aspen.
Como un aspecto de esto, en 1949 Walter Paepcke, en colaboración con el canciller de la Universidad de Chicago , Robert Maynard Hutchins, organizó una conferencia y un festival en Aspen para conmemorar el bicentenario del poeta alemán Johann Wolfgang von Goethe. Invitaron al humanista alemán Albert Schweitzer a venir de su trabajo misionero y médico en África Occidental para dar el discurso de apertura del festival; sería su única visita a Estados Unidos durante los 90 años de su vida. Mientras estaba en Aspen, como invitado de Paepcke, se quedó en la cochera en la propiedad de Pioneer Park. Desde entonces, ha sido nombrado Schweitzer Cottage en su memoria y designado un hito local. 
Paepcke pintó la casa de rosa mientras era suya; desde entonces ha sido pintado de color tostado claro. Él y Elizabeth construyeron la casa de verano y el garaje. También pueden haber construido las adiciones en la cochera y agregado la chimenea de mármol en la sala de estar. En algún momento después de 1980 se agregaron las alas adicionales en el edificio y la piscina. Los árboles a lo largo de la calle y el límite de la propiedad también se han dejado madurar, aislándola y sombreándola. No ha habido otros cambios significativos en la propiedad.